# Вільяральто
Вільяральто (ісп. Villaralto) — муніципалітет в Іспанії, у складі автономної спільноти Андалусія, у провінції Кордова. Населення — 1315 осіб (2010).
Муніципалітет розташований на відстані близько 240 км на південний захід від Мадрида, 65 км на північ від Кордови.

## Демографія
Динаміка населення (INE ):

## Галерея зображень

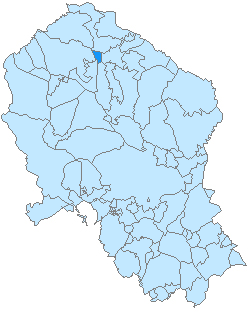
Розташування муніципалітету у провінції Кордова